# Monsieur le duc (film, 1932)
Pour les articles homonymes, voir Monsieur le duc.
Pour plus de détails, voir Fiche technique et Distribution.
Monsieur le duc est un moyen métrage français réalisé par Claude Autant-Lara, sorti en 1932.
Autant-Lara adapte pour son scénario la saynète du même titre publiée par Georges Courteline dans L'Illustre Piégelé où l'on voit le régisseur du théâtre aux prises avec les figurants devant témoigner de leur déférence à l'annonce de l'entrée de « Monsieur le duc de Montmorency ».

## Fiche technique
- Titre original : Monsieur le duc
- Réalisation : Claude Autant-Lara
- Scénario d'après Georges Courteline
- Photographie : Michel Kelber
- Société de production : Paramount Pictures
- Pays de production :  France
- Langue originale : français
- Format : noir et blanc — 35 mm — 1,37:1 — son Mono
- Genre :
- Durée : 35 minutes
- Date de sortie :
  - France : 1932

## Distribution
- Charles Camus
- Émile Seylis
- Robert Jysor